# Mark Forster (cantor)
Mark Forster (nascido em 11 de janeiro de 1983), nascido como Mark Ćwiertnia, é um cantor, compositor e personalidade de televisão alemão-polonês.

## Carreira
Forster é de ascendência alemã e polonesa. Seu pai nasceu em Dortmund e sua mãe, Agnieszka Ćwiertnia, nasceu em Varsóvia.  Sua mãe o chamava de Marek e, em seus primeiros dias como músico, ele utilizava o nome Marek Ćwiertnia. Ele cresceu em Winnweiler, Kaiserslautern (Estado: Renânia-Palatinado), Alemanha. Mais tarde, mudou-se para Berlim, onde desenvolveu uma carreira como cantor, compositor, pianista e compositor de jingles para televisão, incluindo para o Krömer – Die Internationale Show. Entre 2007 a 2010, acompanhou o ator e comediante Kurt Krömer como pianista.
Em 2006, Forster se juntou à banda Balboa como vocalista. Ele também estava no Kröm De La Kröm de Kurt Krömer ao lado do músico Mitumba Lumbumba e em 2010 assinou contrato com a gravadora alemã Four Music, onde lançou seus álbuns Karton em 2012. Este foi produzido por Ralf Christian Mayer e co-produzido por Sebastian Böhnisch e gravado na Alemanha, França e Espanha. Ele excursionou a partir de fevereiro de 2012 com Laith Al-Deen e promoveu seu álbum. Dois singles menores do álbum foram lançados: "Auf dem Weg" e "Zu dir (weit weg)".
Em novembro de 2013, ele foi destaque no hit do rapper Sido "Einer dieser Steine", cantando o refrão. Um sucesso ainda maior para Forster foi "Au revoir", desta vez com papéis invertidos - Forster listado como artista principal e Sido como coadjuvante - com esta música sendo um prelúdio para o álbum de muito sucesso Bauch und Kopf em 2013. O álbum recebeu certificado de ouro e incluiu o agora sucesso "Au revoir" além de duas outras músicas de sucesso, "Flash mich" e a faixa-título "Bauch und Kopf", tendo a última conquistado o Bundesvision Song Contest 2015.
Em 2015, Forster tornou-se vocalista do projeto musical Eff, formado por Forster como vocalista e Felix Jaehn como DJ e produtor musical. Os dois se conheceram em um evento em Viena em 2015. Eff é uma referência a Felix e Forster. Sua música de estreia, "Stimme", liderou a parada de músicas da Alemanha por três semanas consecutivas, também tocando na Áustria e na Suíça.

## Na cultura popular

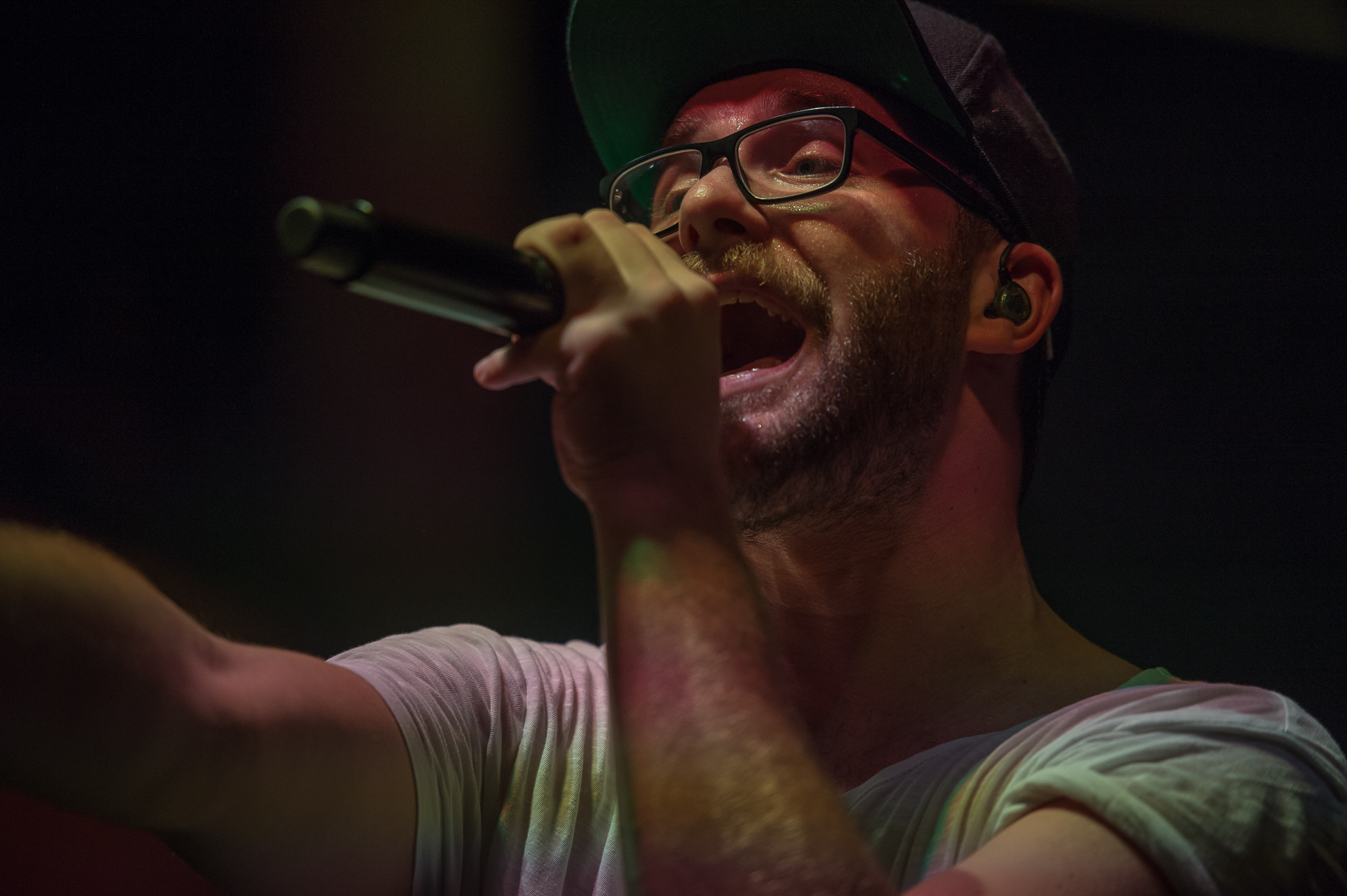
Forster se apresentando em 2015

Desde 2013, Forster atua como embaixador da Herzenssache e. V., uma organização de ajuda às crianças patrocinada pelas emissoras alemãs Südwestrundfunk e Saarländischer Rundfunk, e pela instituição bancária alemã Sparda-Bank .
Junto com Tony Mono (Peter Saurbier), ele cantou no 1LIVE para a Copa do Mundo FIFA 2014 em apoio à Seleção Alemã de Futebol. A música era um cover de sua música "Au revoir" renomeada "Au Revoir, USA!" . Para a final da Copa do Mundo, ele lançou uma versão alterada "Au revoir (versão WM)".
De 2015 a 2019, Forster atuou como treinador na versão alemã da emissora alemã Sat.1 da competição de TV The Voice Kids e em 2018 fez parte do time titular de treinadores do The Voice Senior. Forster é atualmente treinador do The Voice of Germany, tendo substituído Andreas Bourani em 2017.

## Discografia

### Álbuns
| Título         | Detalhes do álbum                                          | Posições de pico | Posições de pico | Posições de pico | Certificações                                   |
| Título         | Detalhes do álbum                                          | ALE              | AUS              | SUI              | Certificações                                   |
| -------------- | ---------------------------------------------------------- | ---------------- | ---------------- | ---------------- | ----------------------------------------------- |
| Karton         | - Lançado: 1 de junho de 2012 - Rótulo: Quatro Músicas     | 45               | —                | —                | - ALE: Ouro                                     |
| Bauch und Kopf | - Lançado: 16 de maio de 2014 - Rótulo: Quatro Músicas     | 10               | 35               | 37               | - ALE: 2× Platina                               |
| Tape           | - Lançado: 3 de junho de 2016 - Rótulo: Quatro Músicas     | 2                | 2                | 7                | - ALE: 2× Platina - AUS: Platina - SUI: Platina |
| Liebe          | - Lançado: 16 de novembro de 2018 - Rótulo: Quatro Músicas | 3                | 5                | 8                | - ALE: Ouro - AUS: Ouro - SUI: Ouro             |
| Musketiere     | - Lançado: 13 de agosto de 2021 - Rótulo: Quatro Músicas   | 2                | 4                | 3                |                                                 |

### Músicas
| Year | Title                                     | Peak positions | Peak positions | Peak positions | Certifications                             | Album            |
| Year | Title                                     | ALE            | AUS            | SUI            | Certifications                             | Album            |
| ---- | ----------------------------------------- | -------------- | -------------- | -------------- | ------------------------------------------ | ---------------- |
| 2012 | "Auf dem Weg"                             | 49             | —              | —              |                                            | Karton           |
| 2012 | "Zu dir (weit weg)"                       | 64             | —              | —              |                                            | Karton           |
| 2014 | "Au revoir" (participação de Sido)        | 2              | 2              | 6              | - ALE: Diamante - AUS: Ouro - SUI: Platina | Bauch und Kopf   |
| 2014 | "Flash mich"                              | 11             | 10             | —              | - ALE: Platina                             | Bauch und Kopf   |
| 2015 | "Bauch und Kopf"                          | 15             | 59             | —              | - ALE: Ouro                                | Bauch und Kopf   |
| 2016 | "Wir sind groß"                           | 3              | 18             | 16             | - ALE: Platina - AUS: Ouro - SUI: Platina  | Tape             |
| 2016 | "Chöre"                                   | 2              | 2              | 7              | - ALE: Platina - AUS: Ouro - SUI: Platina  | Tape             |
| 2017 | "Sowieso"                                 | 22             | 7              | 23             | - ALE: Platina - AUS: Ouro - SUI: Ouro     | Tape             |
| 2017 | "Kogong"                                  | 34             | 7              | 9              | - ALE: Ouro - AUS: Ouro - SUI: Ouro        | Tape             |
| 2018 | "Like a Lion" (participação de Gentleman) | 38             | —              | 64             |                                            | Non-album single |
| 2018 | "Einmal"                                  | 24             | 39             | 56             | - ALE: Ouro - SUI: Ouro                    | Liebe            |
| 2019 | "747"                                     | —              | —              | —              |                                            | Liebe            |
| 2019 | "194 Länder"                              | 13             | 19             | 61             | - SUI: Platina                             | Liebe            |
| 2019 | "Wie früher mal Dich"                     | —              | —              | —              |                                            | Liebe            |
| 2020 | "Übermorgen"                              | 7              | 10             | 18             | - ALE: Ouro - AUS: Platina - SUI: Platina  | Musketiere       |
| 2020 | "Bist du okay" (participação de Vize)     | 11             | 46             | 55             |                                            | Musketiere       |
| 2021 | "Ich frag die Maus"                       | 88             | —              | —              |                                            | Non-album single |
| 2021 | "Drei Uhr nachts" (participação de Lea)   | 15             | 32             | 68             |                                            | Musketiere       |
| 2021 | "Musketiere"                              | —              | —              | —              |                                            | Musketiere       |

| Ano  | Título                                          | Posições de pico | Posições de pico | Posições de pico | Certificações | Álbum              |
| Ano  | Título                                          | GER <br>         | AUT <br>         | SWI <br>         | Certificações | Álbum              |
| ---- | ----------------------------------------------- | ---------------- | ---------------- | ---------------- | ------------- | ------------------ |
| 2013 | "Ich und du" (Anna Depenbusch com Mark Forster) | —                | —                | —                |               |                    |
| 2013 | "Einer dieser Steine" (Sido com Mark Forster)   | 4                | 12               | 8                | - ALE: Ouro   | 30-11-80           |
| 2014 | "Camouflage" (Nazar com Mark Forster)           | —                | —                | —                |               | Camouflage         |
| 2015 | "Maniac" (Victoria Conrady com Mark Forster)    | 99               | —                | —                |               | Dein Song 2015     |
| 2017 | "Das Originais" (Prinz Pi com Mark Forster)     | 59               | —                | —                |               | Nichts war umsonst |
| 2019 | "Warte mal" (Fidi Steinbeck com Mark Forster)   | —                | —                | 71               |               |                    |

## Referencias
1. 1 2 3  «Discographie Mark Forster» (enter "Mark Forster" into the "Suchen" box). GfK Entertainment. Consultado em 23 de novembro de 2018
2. 1 2 3  «Discographie Mark Forster». austriancharts.at. Consultado em 29 de novembro de 2018
3. 1 2 3  «Mark Forster – Liebe». hitparade.ch. Consultado em 28 de novembro de 2018

- Sítio oficial